# Anton Filarský
Anton Filarský (* 13. září 1959) je bývalý slovenský fotbalista, obránce.

## Fotbalová kariéra
V československé lize hrál za Tatran Prešov. Nastoupil v 55 ligových utkáních a dal 3 góly.

## Ligová bilance
| Ročník                                   | Zápasy | Góly | Klub          |
| ---------------------------------------- | ------ | ---- | ------------- |
| 1. československá fotbalová liga 1980/81 | 21     | 1    | Tatran Prešov |
| 1. československá fotbalová liga 1981/82 | 25     | 1    | Tatran Prešov |
| 1. československá fotbalová liga 1982/83 | 7      | 1    | Tatran Prešov |
| 1. československá fotbalová liga 1984/85 | 2      | 0    | Tatran Prešov |
| LIGA CELKEM                              | 55     | 3    |               |